# Petroicidae
Familia de păsări Petroicidae include 51 de specii din 19 genuri. Toate sunt endemice Australasiei: Noua Guinee, Australia, Noua Zeelandă și numeroase insule din Pacific până în Samoa. Acestea sunt înrudite doar în mod îndepărtat cu măcăleandru din Europa, Africa de Nord și Asia de Vest, membru al familiei Muscicapidae.

## Clasificare
O revizuire cuprinzătoare, inclusiv o analiză a caracterelor osteologice, realizată de Schodde și Mason în 1999 a ilustrat trei grupări, clasificate mai jos ca subfamilii:
Familia conține 51 de specii împărțite în 19 genuri și 6 subfamilii:
FAMILIA: PETROICIDAE
- Subfamilia: Eopsaltriinae
  - Genul Tregellasia – 2 specii
  - Genul Quoyornis – 1 specie
  - Genul Eopsaltria – 2 specii
  - Genul Genneadryas – 1 specie
  - Genul Melanodryas – 2 specii
  - Genul Peneothello – 5 specii
  - Genul Poecilodryas – 4 specii
  - Genul Plesiodryas – 1 specie
  - Genul Heteromyias – 3 specii
- Subfamilia: Drymodinae
  - Genul Drymodes – 3 specii
- Subfamilia: Microecinae
  - Genul Microeca – 3 specii
  - Genul Monachella – 1 specie
  - Genul Cryptomicroeca – 1 specie
  - Genul Kempiella – 2 specii
  - Genul Deviocea – 1 specie
- Subfamilia: Petroicinae
  - Genul Eugerygone – 1 specie
  - Genul Petroica – 14 specii
- Subfamilia: Pachycephalopsinae
  - Genul Pachycephalopsis – 2 specii
- Subfamilia: Amalocichlinae
  - Genul Amalocichla – 2 specii

## Galerie

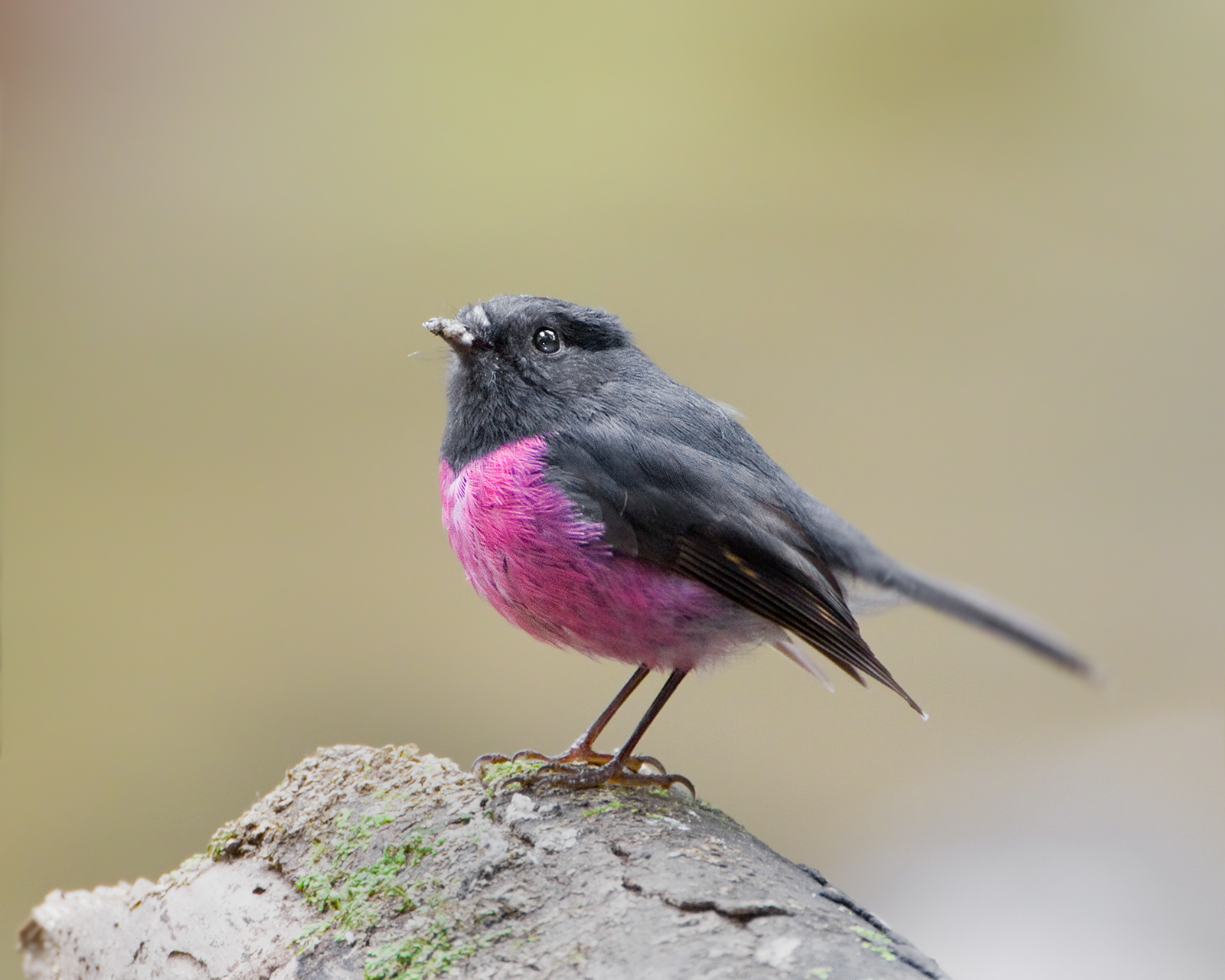
Petroica rodinogaster
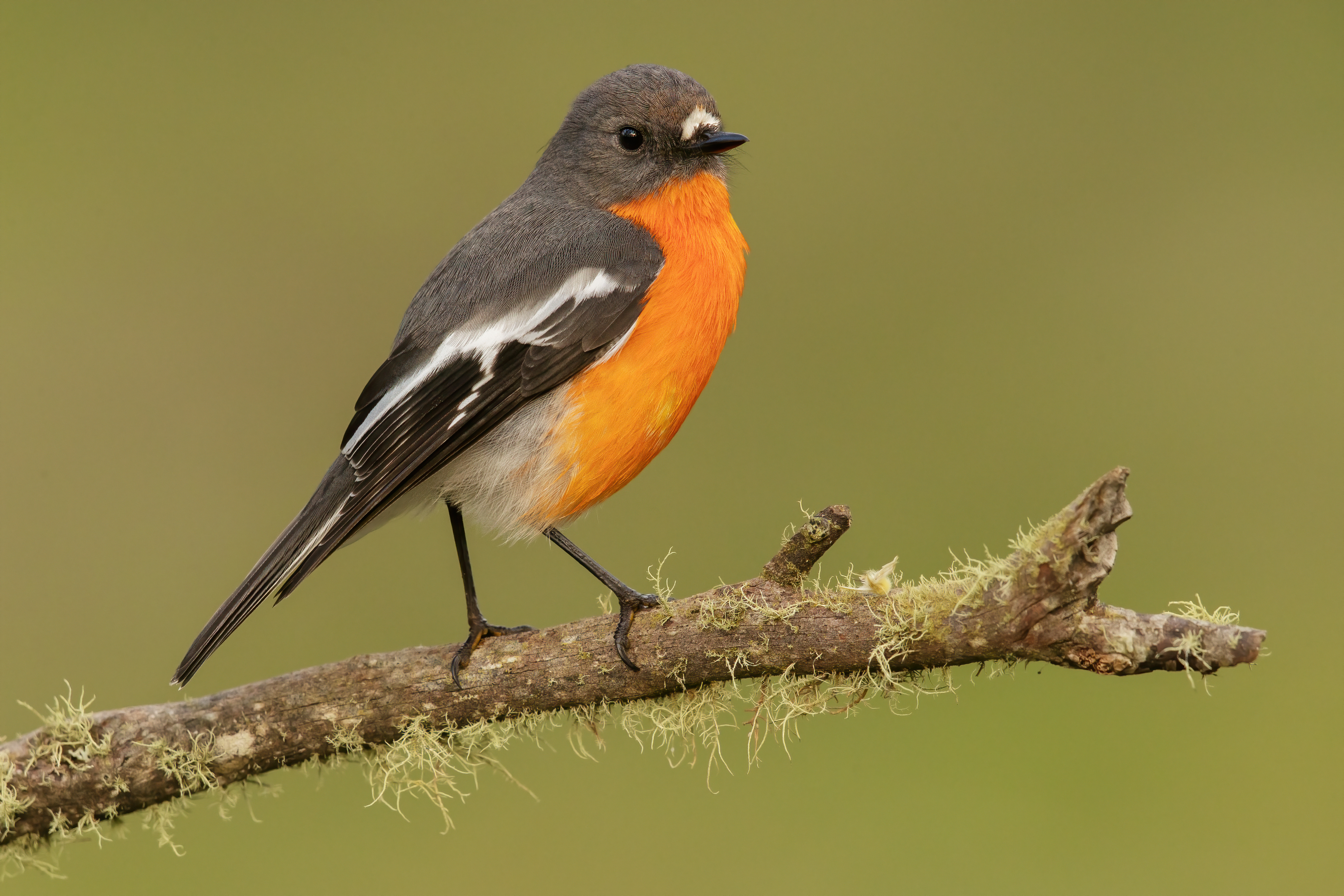
Petroica phoenicea
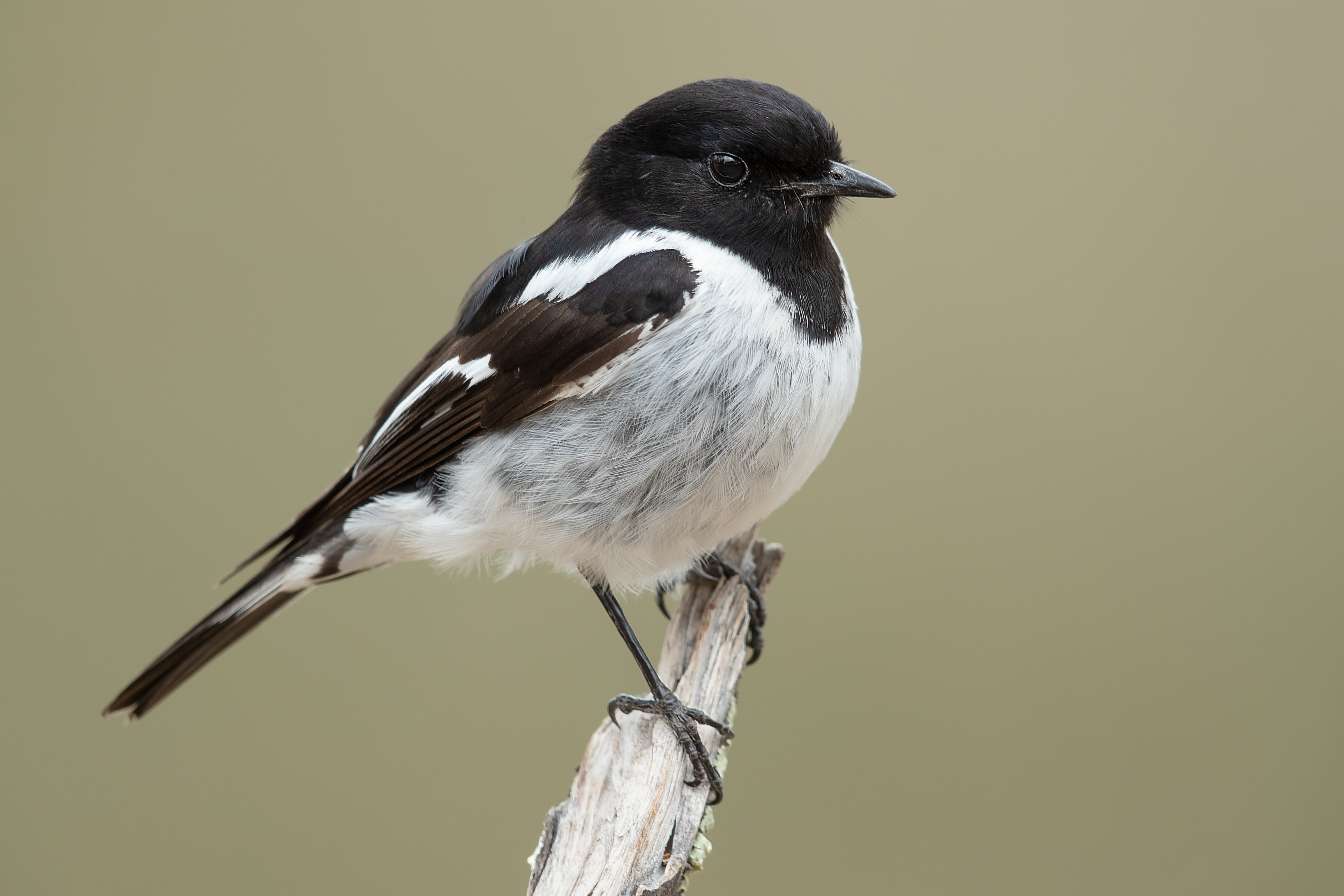
Melanodryas cucullata
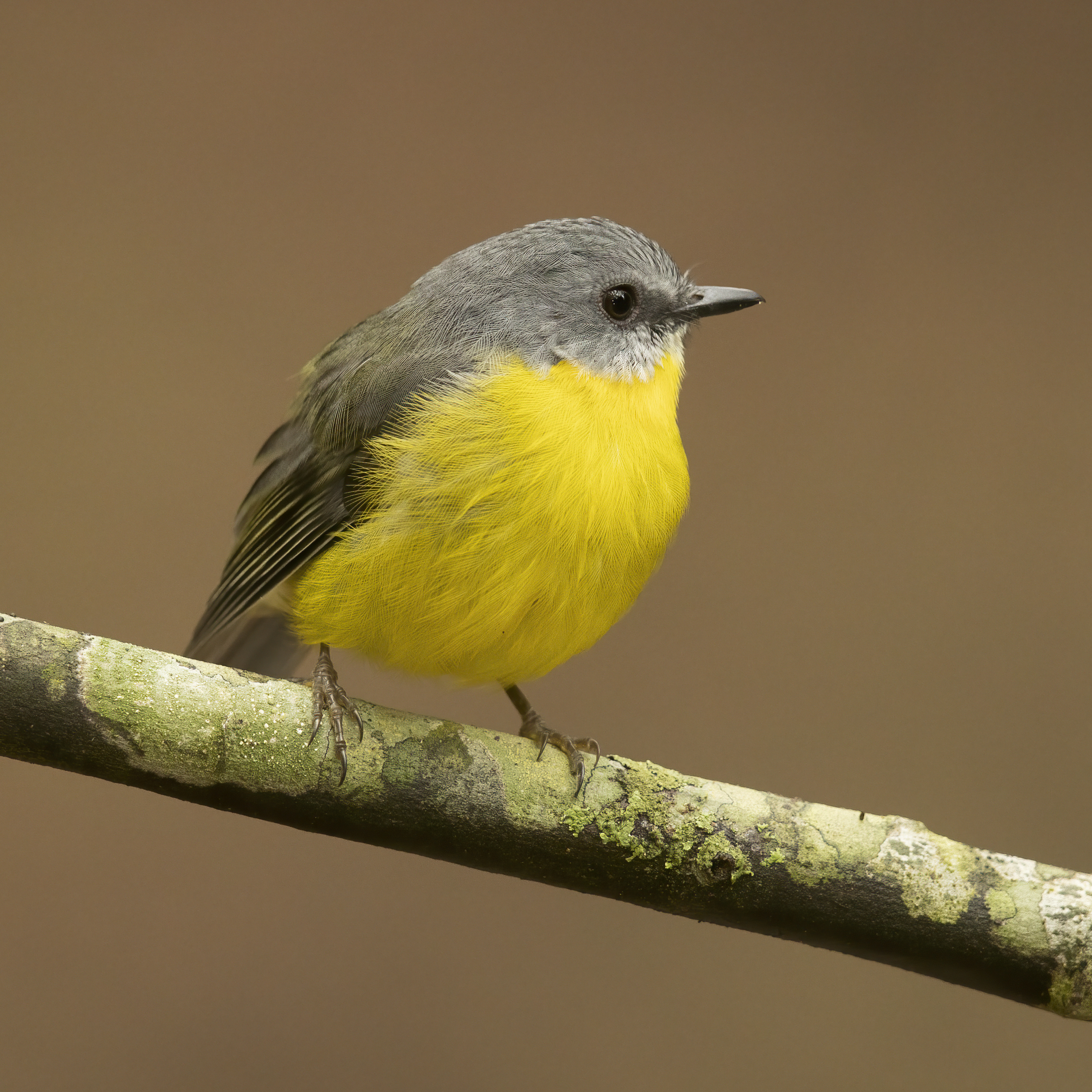
Eopsaltria australis